# Heineken Trophy 1997
Die Heineken Trophy 1997 waren ein Tennisturnier der WTA Tour 1997 für Damen und ein Tennisturnier der ATP Tour 1997 für Herren in Rosmalen in der Gemeinde ’s-Hertogenbosch und fanden zeitgleich vom 16. bis 22. Juni 1997 statt.

## Herrenturnier
→ Hauptartikel: Heineken Trophy 1997/Herren
→ Qualifikation: Heineken Trophy 1997/Herren/Qualifikation

## Damenturnier
→ Hauptartikel: Heineken Trophy 1997/Damen
→ Qualifikation: Heineken Trophy 1997/Damen/Qualifikation